# Pentacalia genuflexa
Pentacalia genuflexa là một loài thực vật có hoa trong họ Cúc. Loài này được (Greenm.) Cuatrec. mô tả khoa học đầu tiên năm 1981.